# رختال
رختال (به لهستانی:  Rychtal) یک روستا در لهستان است که در گمینا رختال واقع شده‌است. رختال ۱٬۳۰۰ نفر جمعیت دارد.